# Live Wire (filme)
Live Wire (br O Detonador em Alta Voltagem) é um filme estadunidense de 1992 dos gêneros ação, drama e suspense, dirigido por Christian Duguay e protagonizado por Pierce Brosnan.

## Sinopse
Um senador morre após uma explosão, e o FBI decide investigar. O responsável em descobrir a causa é Danny O'Neill (Pierce Brosnan), um especialista em bombas que está separado de Terry (Lisa Eilbacher) após o afogamento de sua filha Mandy (Danielle Zuckerman). Ao longo da história, descobre-se que um grupo de terroristas liderado por Mikhail Rashid (Ben Cross) havia desenvolvido um líquido explosivo e invisível. Danny ainda tem que encarar outro desafio: Terry envolve-se com o senador Frank Travers (Ron Silver), a quem o especialista deve proteger de ataques terroristas.

## Elenco
- Pierce Brosnan - Danny O'Neill
- Lisa Eilbacher - Terry O'Neill
- Ben Cross - Mikhail Rashid
- Ron Silver - Senador Frank Travers
- Brent Jennings - Shane Rogers
- Tony Plana - Al-red
- Al Waxman - James Garvey
- Philip Baker Hall - Senador Thyme
- Clement von Franckenstein - Dr. Bernard
- Michael St. Gerard - Ben
- Ivan E. Roth
- Selma Archerd - Juíza Blair
- Rick Cicetti - Oficial de Justiça
- Norman Burton - Senador Victor
- Scott Burkholder - Auxiliar do Senador Thyme
- Mark Phelan - Auxiliar do Senador Thyme
- Tracy Tweed - Passageira do Rolls-Royce
- Danielle Zuckerman - Mandy O'Neill
- Lenka Peterson - Gwen
- Eric Briant Wells - Policial do Senado
- Michael Andrew Kelly - Policial do Senado
- Amanda Foreman - Molly
- Vic Navarro - Oficial do Esquadrão Antibombas
- Thom Curley - Fred
- Bob Parmakian - Agente Federal
- John Nielsen - Richard
- Phil Boardman - Paramédico
- Mimi Cozzens - Cliente do restaurante
- Nels Van Patten - Jogador de raquetebol
- Michael J. Shea - Palhaço da limonada
- Vernon Scott - Auxiliar do Senador Travers
- Luca Bercovici - Salvatore (não-creditado)
- Lauren Holly - Suzie Bryant (não-creditada)